# .bg
.bg je vrhovna internetska domena (country code top-level domain - ccTLD) za Bugarsku. Domenom upravlja Register.bg.

## Vanjske poveznice
- IANA .bg whois informacija  Arhivirana inačica izvorne stranice od 12. listopada 2008. (Wayback Machine)